# Película adquirida
A Película adquirida é uma fina camada acelular que forma a base para adesão dos microrganismos que posteriormente desenvolvem a placa bacteriana. Tem papel importante na formação de manchas brancas extrínsecas na superfície dentária, e supõe-se que dê uma permeabilidade seletiva e participe no reparo e proteção da superfície do esmalte.
Quando um corte de placa bacteriana é visto através de uma micrografia eletrônica de transmissão, uma fina camada acelular e levemente agranular é vista entre a bactéria e a superfície do esmalte. Esta fina camada, a película adquirida, tem uma importante e algumas essencial participação nos eventos que ocorrem na superfície dentária, e que algumas vezes resultam na formação da lesão cariosa.

## Generalidade
A película adquirida é uma cutícula não desenvolvida e deve ser distinguida das cutículas e membranas que cobrem os dentes por um pequeno período de tempo após a erupção. Deve ser também diferenciada dos tegumentos que recobrem outras estruturas, tais como as membranas mucosas, materiais de obturação ou qualquer outro material exposto à saliva.

## Formação
Se a superfície do esmalte limpa for exposta à saliva, em questão de segundos, torna-se-á recoberta por um filme orgânico. Tanto estudos in vivo quanto in vitro têm demostrado que proteínas salivares constituem a maior parte deste filme orgânico ou película. e a adsorção seletiva de proteínas salivares é o provável mecanismo pelo qual a película é formada.
Bernardi & kawasaki, apresentaram um conceito sobre o mecanismo de interação de proteínas com hidroxiapatita. A superfície de hidroxiapatita é anfótera, o que significa que se liga igualmente bem a proteínas ácidas ou básicas. Proteínas ácidas podem ser desadsorvidas pelos fosfatos e outros ânions e proteínas básicas podem ser desadsorvidas pelo cálcio. 

## Cargas da superfície do esmalte
A carga líquida da superfície de um sólido depende da disposição e da magnitude das cargas dos grupos químicos deste sólido.
Os vários grupos químicos que formam a hidroxiapatita são arranjados com os grupos de fosfato localizados próximo da superfície e os grupos de cálcio mais ou menos protegidos pelas cargas negativas dos grupos fosfatos.
A superfície de hidroxiapatita tem consequentemente carga elétricas negativas.

## Camada de hidratação
Qualquer superfície carregada quando imersa em água, atrairá íons de cargas opostas. Esses íons formam uma cobertura ou camada muito próxima a essa superfície, permanecendo essa situação, enquanto a superfície estiver banhada pelo líquido.
Quando imersa em saliva, a carga opostas da superfície do esmalte é então, imediatamente, neutralizada por uma camada de íons de carga opostas, os chamados íons de oposição . A camada de íons de oposição é por sua vez chamada de hidratação ou stern. 
A composição real dos íons na camada de hidratação dependerá de alguns parâmetros como o pH, força iônica e os tipos de íons presentes na solução. Porém, a camada de hidratação normalmente presente na superfície do esmalte consiste principalmente em cálcio  e há mais íons de cálcio do que de fosfato.
Uma composição perto de 90% de cálcio e algo em torno de 10% de fosfato tem sido sugerida como a composição normal da camada de hidratação do esmalte. No entanto, é esperável a presença de pequenas proporções de outros íons, cátions e ânions.
Enquanto banhada pela saliva, a superfície de esmalte é recoberta por uma camada formada principalmente de íons de cálcio com alguns grupos fosfato intermesclados e é com essa camada que s substâncias da saliva que vão formar posteriormente a película adquirida, reagem principalmente.

## Mecanismos da adsorção de proteínas
O uso de íons de oposição marcados radioativamente na adsorção experimental tem mostrado que proteínas dentro de um certo limite liberam os íons na camada de hidratação e formam interações com a superfície e em menor extensão, com os fosfatos da camada de hidratação.
Essas informações parecem indicar que todas as proteínas que apresentam grupos químicos carregados similarmente podem interagir igualmente bem com a hidroxiapatita. Apesar das cargas serem os determinantes primários, a forma das moléculas e a distribuição dos grupos carregados dentro das moléculas são decisivos para as interações com a hidroxiapatita. Em um período posterior, quando a camada inicial já foi adsorvida, outras interações, como as ligações de hidrogênio e as interações hidrófobas, podem ocorrer.
A afinidade relativa dos grupos químicos com a hidroapatita foi estudada por Bernardi et al., que fizeram um extenso trabalho com um modelo de sistema, no qual estudaram os efeitos da interação de polipeptídios sintéticos com a hidroxiapatitas. As macromoléculas com maior afinidade foram aquelas com as cadeias laterais carregadas.

## Nível de formação e espessura
A união das primeiras poucas moléculas da película adquirida com a superfície do esmalte é provavelmente instantânea e a superfície do esmalte limpa será presumivelmente coberta em questões de alguns segundos ou menos. Portanto , o esmalte atacado por ácido irá perder a maior parte da sua habilidade de formar interações com materiais de obturações do tipo compósito, se a saliva entrar em contato com essa superfície condicionada do esmalte impede a penetração do compósito nessa superfície.
O período de tempo requerido para a película alcançar sua espessura máxima não é conhecida, e há indicações de que o seu nível de formação pode variar de um indivíduo para o outro, e até no mesmo em indivíduos diferentes. Foram feitas poucas tentativas para medir o seu nível de formação, mas os resultados parecem mostrar que a película cresce em espessura durante as primeiras duas horas e que este decai ou continua a um nível muito mais lento.
Contudo, estudos in vitro demonstraram diferenças funcionais entre as películas formadas em 7 dias em comparação com as que se formaram durante 2 horas, o que indica que mudança na composição ou na espessura, ou ambos, podem ocorrer após um período de duas horas.